# Uliocnemis rookaria
Uliocnemis rookaria är en fjärilsart som beskrevs av Charles Oberthür 1916. Uliocnemis rookaria ingår i släktet Uliocnemis och familjen mätare. Inga underarter finns listade i Catalogue of Life.